# عصمت هرزملو
عصمت هرزملو (انگلیسی: İsmet Hürmüzlü؛ ۱۹۳۸ – ۱۹ ژانویهٔ ۲۰۱۳) هنرپیشه، فیلم‌نامه‌نویس، کارگردان اهل ترکیه بود. او اصالتاً از ترکمان‌های عراق است.